# Predator (album)
A Predator  a német Accept zenekar utolsó stúdióalbuma Udo Dirkschneider énekessel.

## Számok listája
- Hard Attack
- Crossroads
- Making Me Scream
- Diggin’ In The Dirt
- Lay It Down
- It Ain’t Over Yet
- Predator
- Crucified
- Take Out The Crime
- Don’t Give A Damn
- Run Through The Night
- Primitive

## Közreműködők
- Udo Dirkschneider – ének
- Wolf Hoffmann – gitár
- Peter Baltes – basszusgitár
- Michael Cartellone – dob